# Sambi (Sambi)
Sambi is een bestuurslaag in het regentschap Boyolali van de provincie Midden-Java, Indonesië. Sambi telt 4099 inwoners (volkstelling 2010).